# Thomas Cochrane, VIII conte di Dundonald
Thomas Cochrane, VIII conte di Dundonald (1691 – 31 ottobre 1778) è stato un ufficiale e politico scozzese.

## Biografia
Era il settimo figlio di William Cochrane di Ochiltree, e di sua moglie, Lady Mary Bruce, figlia di Alexander Bruce, II conte di Kincardine.

## Carriera
Come figlio più giovane, e non avendo probabilità di ereditare la proprietà di suo padre, entrò nell'esercito. Divenne una cornetta nel Royal Regiment of Dragoons nel 1713, e capitano nel 27th Regiment of Foot nel 1716. Egli è salito al rango di maggiore nel 1718 ed è stato maggiore a Castello di San Felipe a Minorca.
È diventato membro del Parlamento per Renfrewshire (1722-1727). È stato nominato come commissario dell'accise per la Scozia (1730-1764). Ha sostenuto gli Hannover durante la insurrezione giacobita del 1745. In seguito ha dato prova in tribunale contro Archibald Stewart, che consegnò la città di Edimburgo ai giacobiti.
Successe al titolo di conte di Dundonald alla morte del suo lontano cugino, William Cochrane, il 9 luglio 1758. Come figlio superstite di William Cochrane di Ochiltree, Thomas aveva già ereditato le proprietà di famiglia a Culross e Ochiltree.

## Matrimoni

### Primo Matrimonio
Sposò, nel 1721, Elizabeth Kerr (?-1743), figlia di John Kerr. Ebbero due figli:
- William Cochrane (1722-1730)
- Grizel Cochrane (1727)[1][4]

### Secondo Matrimonio
Sposò, il 6 settembre 1744, Jane Stuart (1722-21 maggio 1808), figlia di Archibald Stuart. Ebbero dodici figli:
- Lady Elizabeth Cochrane (16 agosto 1745-19 febbraio 1811), sposò PatrickHeron, ebbero una figlia;
- Argyll Cochrane (1746-1 gennaio 1747);
- Archibald Cochrane, IX conte di Dundonald (1 gennaio 1748-1 luglio 1831);
- Charles Cochrane (12 gennaio 1749-18 ottobre 1781)[1], sposò Catherine Pitcairn, non ebbero figli;
- John Cochrane (3 luglio 1750-21 novembre 1801)[5];
- James Atholl Cochrane (23 ottobre 1751-1823), sposò Mary Smithson, non ebbero figli;
- Basil Cochrane (22 aprile 1753-14 agosto 1826)[1][5], sposò Caroline Gosling, non ebbero figli;
- Thomas Cochrane;
- George Cochrane;
- Sir Alexander Forrester Cochrane (22 aprile 1758-29 giugno 1832), sposò Maria Shaw, ebbero cinque figli;
- George Augustus Frederick Cochrane (26 novembre 1762-?)[5][6];
- Andrew James Cochrane-Johnstone (24 maggio 1767), sposò in prime nozze Lady Georgiana Hope Johnstone, ebbero una figlia, e in seconde nozze Amelia de Clugny, non ebbero figli.

## Morte
Morì il 31 ottobre 1778.